# 21614 Grochowski
21614 Grochowski este un asteroid din centura principală de asteroizi.

## Descriere
21614 Grochowski este un asteroid din centura principală de asteroizi. A fost descoperit pe 10 mai 1999 la Socorro, New Mexico, în cadrul proiectului LINEAR. Asteroidul prezintă o orbită caracterizată de o semiaxă mare de 2,35 ua, o excentricitate de 0,16 și o înclinație de 6,0° în raport cu ecliptica.